# Edmund Nositschka
Edmund „Eddi“ Nositschka (* 19. Oktober 1954) ist ein ehemaliger deutscher Handballspieler und -trainer. Er absolvierte über 400 Erstligaspiele für die BSG Motor Eisenach in der Handball-Oberliga des Deutschen Handballverbandes.

## Leben und Karriere
Nositschka wechselte 1975 zum Oberligisten BSG Motor Eisenach, zunächst als Rechtsaußen, später als Kapitän unter Trainer Hans-Joachim Ursinus. Bis 1990 absolvierte er über 400 Erstligaspiele. 1988 wurde er Jugendleiter der BSG. 1990 wechselte er gemeinsam mit weiteren Spielern aus Eisenach, darunter Jürgen Beck, nach Hessen zum Bezirksligisten TSV Eschwege, wo er trotz seiner Erstligaerfahrung zunächst ein Probetraining absolvieren musste. In vier Spielzeiten für Eschwege erzielte Nositschka 353 Tore; die Mannschaft stieg in dieser Zeit bis in die Handball-Regionalliga auf.
Nach Ende seiner Laufbahn als Spieler kehrte Nositschka als Jugendkoordinator in seine Heimat zum ThSV Eisenach zurück. Zeitgleich war er Trainer der Thüringer Landesauswahl. Nach sechs Jahren in Eisenach wechselte er als Cheftrainer zum VfB TM Mühlhausen in die Oberliga Thüringen. Es folgten Trainerstationen beim Nachwuchs des SV Town & Country Behringen/Sonneborn sowie zuletzt als Coach der Männer beim SV Petkus Wutha-Farnroda.
Nositschka lebt in Mosbach bei Eisenach.

## Weblink / Quelle
- Wir gratulieren Eddi Nositschka zum 70. Geburtstag, thsv-eisenach.de, Porträt zum 70. Geburtstag

| Personendaten    | Personendaten             |
| ---------------- | ------------------------- |
| NAME             | Nositschka, Edmund        |
| KURZBESCHREIBUNG | deutscher Handballspieler |
| GEBURTSDATUM     | 19. Oktober 1954          |